# Oleksij Kurilov
Oleksij Mykolajovyč Kurilov (in ucraino Олексій Миколайович Курілов?; Kerč', 24 aprile 1988) è un ex calciatore ucraino, di ruolo difensore.

## Carriera

### Club
Ha giocato nella massima serie dei campionati ucraino, kazako e bielorusso.